# Paul Wolff Metternich
Paul Graf Wolff Metternich zur Gracht (5 de dezembro de 1853 – 29 de novembro de 1934) foi um embaixador prussiano e alemão em Londres (1901–1912) e Constantinopla (1915–1916). Ele foi um proeminente oponente alemão das ações otomanas durante o genocídio armênio.

## Carreira diplomática
O Conde Metternich ocupou os primeiros postos diplomáticos em Londres, Bruxelas e América do Sul.
Ele foi nomeado Enviado Extraordinário do Império Alemão para a Corte de St. James em setembro de 1901 na ausência por doença do Embaixador, Conde von Hatzfeldt. Ele foi formalmente nomeado embaixador alemão em novembro, quando o conde Hatzfeldt renunciou pouco antes de sua morte. O rei Eduardo VII recebeu suas credenciais em Marlborough House em 2 de dezembro de 1901.
Ele escreveu em um relatório ao chanceler Theobald von Bethmann Hollweg em 10 de julho de 1916: "Em uma realização de seu plano para resolver a questão armênia destruindo a raça armênia, o governo turco não é interrompido nem por nossos representantes, nem pelo público opinião do Ocidente".